# Zavisnost od supstanci
Zavisnost od supstanci širi je pojam od narkomanije koji podrazumeva, ne samo zloupotrebu droge u užem smislu, već i svih onih sredstava (psihoaktivnih supstanci) koja toksično deluju na organizam i kada se nastavi sa njihovim uzimanjem, jer mogu da se stvore potrebu za stalnim unošenjem.
Ova zavisnost, poznata je i kao zavisnost od droge, ili adaptivno stanje koje se razvija nakon ponovnog i učestalog uzmanjka droge, i karakteriše se povlačenjem simptoma nakon prestanka upotrebe droge. Zavisnost o drogama, drugojačija je od zavisnosti o supstancama, i definiše se kao prinudna upotreba droga izvan kontrole, uprkos negativnim posledicama. Droga koja izaziva zavisnost je svaka supstanca koja može da dovede ne samo do zavisnosti več i do smrtnog ishoda, ali se to najčešće događa sa drogama iz grupa depresora, opijata i stimulanasa.
Danas se zna da je OsFosB, faktor transkripcije gena, kritična komponenta i zajednički faktor u razvoju praktično svih oblika bihevioralnog ponašanja i zavisnosti od droga, ali ne i fizičke zavisnosti.

## Epidemiologija
Morbiditet
Primer radi, u 2010. godini, samo u Francuskoj, konstatovano, da je:
- 8,8 miliona ljudi redovno koristilo alkohol,
- 13,4 miliona redovno koristilo duvan,
- 1,2 miliona redovno koristilo kanabis,

Što se tiče drugih proizvoda potrošnja je marginalna u francuskoj populaciji.
Polne razlike
Zavisnost od supstanci, zbog njihove sve potrošnje, nešto je više izraženija kod muškaraca nego žena, osim u slučaju pušenja duvana gde je sve manje korisnika i u slučaju psihotropnih droga jer žene više pate od depresije nego muškarci.
Starosne razlike
Potrošnja supstanci je takođe povezana sa starenjem i načelno se smanjuje sa godinama, uz značajan izuzetak kod alkohola.
Nivo obrazovanja i materijalni status
U 2002. godine, istraživanja su pokazala značajnu vezu između nivoa obrazovanja, radnog statusa i prihoda domaćinstva s jedne strane i potrošnje psihotropnih supstanci.

## Opšta razmatranja
Prema IV. izdanju Dijagnostičkog i statističkog priručnika o mentalnim poremećajima (Diagnostic and Statistical Manual of Mental Disorders (DSM-IV), zavisnost od supstanci se redefiniše kao narkomanija i može se dijagnostikovati bez pojave sindroma prekida uzimanja droge. U njemu je zavisnost od supstance ovako opisana: 
Kada pojedinac nastavi sa upotrebom alkohola ili drugih droga uprkos problemima vezanim za upotrebu supstance, može se dijagnostikovati kao  zavisnost od supstanci. Kompulzivna i ponavljajuća upotreba može dovesti do tolerancije na efekte droge i simptome prekida uzimanja droge kada se upotreba smanji ili ona prestane. Ovo stanje, zajedno sa zloupotrebom supstanci, smatra se poremećajem u korišćenju supstanci.]

## DSM klasifikacija i dijagnostika
Zavisnost od supstanci kako je definisano u IV. izdanju Dijagnostičkog i statističkog priručnika o mentalnim poremećajima (DSM-IV), može se dijagnostikovati na osnovu — fiziološke zavisnosti, dokazane tolerancije ili povlačenja, ili bez fiziološke zavisnosti. U DSM-IV zavisnosti uključuju:
303.90 — Alkoholna zavisnost
304.00 — Opioidna zavisnost
304.10 — Sedativna, hipnotička ili anksiolitička zavisnost (uključujući zavisnost od benzodiazepina i zavisnost od barbiturata)
304.20 — Kokainska zavisnost
304.30 — Zavisnost od kanabisa
304.40 — Zavisnost od amfetamina (ili od supstanci sličnih amfetaminu)
304.50 — Zavisnost od halucinogena
304.60 — Zavisnost od inhalacionih supstanci
304.80 — Polisubstance dependence
304.90 — Zavisnost od fenciklidina (ili fenciklidina)
304.90 — Druga (ili nepoznata) zavisnost od supstance
305.10 — Zavisnost od nikotina

## Prekid uzimanja droge
Prekid uzimanja droge praćen je reakcijom tela na uzdržavanje od supstance na kojoj je osoba razvila sindrom zavisnosti. Kada se razvije zavisnost, prestanak upotrebe supstance proizvodi neprijatno stanje, koje zahteva kontinuiranu upotrebu droga kroz negativno pojačanje; tj., droga se koristi da bi se izbegao ili izbegao ponovni ulazak u stanje izazvano prekidom uzimanja droge. Stanje može uključivati:
- fizičko-somatske simptome (fizičku zavisnost),
- emocionalno-motivacione simptome (psihološku zavisnost)
- oboje.

Hemijska i hormonska neravnoteža mogu nastati ako se supstanca ne uvede ponovo. Psihološki stres takođe može biti rezultat ako se supstanca ne uvede ponovo. Zavisnost od droga i alkohola kod trudnica ne uzrokuje samo NAS, već i niz drugih pitanja koja mogu neprestano uticati na dete tokom njegovog života.
Bebe takođe pate od povlačenja supstanci, što je poznato kao sindrom neonatalne apstinencije (engl. Neonatal Abstinence Syndrome - NAS), i može da ima ozbiljne i po život opasne efekte. Adikcija na droge i alkohol kod trudnica ne samo da uzrokuje NAS, već i niz drugih problema koji mogu neprekidno da utiču na dete tokom njegovog životnog veka.

## Efekat zavisnosti
Efekat zavisnosti od droge varira od supstance do supstance, i od individualne do individualne. Kritični faktori za razvoj zavisnosti od droge su:
- doza unete droge,
- učestalost unosa,
- farmakokinetika određene supstance,
- način primene i
- vreme upotrebe droge.

Jedan članak u časopisu The Lancet uporedio je oštećenja od 20 lekova i zavisnosti, koristeći skalu od nula do tri za fizičku zavisnost, psihološku zavisnost i zadovoljstvo kako bi se stvorila srednja ocena zavisnost. Deo rezultat tog istraživanja može se videti u tabeli ispod.
| Efekti zavisnosti na skali od nula do tri | Efekti zavisnosti na skali od nula do tri | Efekti zavisnosti na skali od nula do tri | Efekti zavisnosti na skali od nula do tri | Efekti zavisnosti na skali od nula do tri |
| Droga                                     | Srednja vrednost                          | Zadovoljstvo                              | Psihološka zavisnost                      | Fizička zavisnost                         |
| ----------------------------------------- | ----------------------------------------- | ----------------------------------------- | ----------------------------------------- | ----------------------------------------- |
| Heroin                                    | 3.00                                      | 3.0                                       | 2.6                                       | 3.0                                       |
| Kokain                                    | 2.39                                      | 3.0                                       | 3.0                                       | 1.3                                       |
| Duvan                                     | 2.21                                      | 2.3                                       | 2.8                                       | 1.8                                       |
| Barbiturati                               | 2.01                                      | 2.0                                       | 2.2                                       | 1.8                                       |
| Alkohol                                   | 1.93                                      | 2.3                                       | 1.9                                       | 1.6                                       |
| Benzodiazepin                             | 1.83                                      | 1.7                                       | 2.1                                       | 1.8                                       |
| Amfetamin                                 | 1.67                                      | 2.0                                       | 1.9                                       | 1.1                                       |
| Kanabis                                   | 1.51                                      | 1.9                                       | 1.7                                       | 0.8                                       |
| Ekstazi                                   | 1.13                                      | 1.5                                       | 1.2                                       | 0.7                                       |

## Rasprostranjenost zavisnosti
| Rasprostranjenost zavisnosti od supstanci | Rasprostranjenost zavisnosti od supstanci |
| Droga                                     | % korisnika                               |
| ----------------------------------------- | ----------------------------------------- |
| Kanabis                                   | 9%                                        |
| Alkohol                                   | 15.4%                                     |
| Kokain                                    | 16.7%                                     |
| Heroin                                    | 23.1%                                     |
| Duvan                                     | 31.9%                                     |

## Mehanizmi zavisnosti

### Psihička zavisnost
Psihička zavisnost podrazumeva zavisnost od osećaja koji psihoaktivna supstanca izaziva. Javlja se skoro neodoljiv psihički poriv da se supstanca ponovo uzme, bilo da se ponovi osećaj zadovoljstva, bilo da se otkloni nelagoda i teskoba. Psihoaktivne supstance postaju bitan, često dominantan sadržaj života, a želja za njima karakteristika ponašanja.
Identifikovana su dva faktora koji igraju ključnu ulogu u psihološkoj zavisnosti:
- Neuropeptid — faktor otpuštanja kortikotropina (CRF)
- Faktor transkripcije gena — vezujući protein cAMP i  protein koji deluje kao faktor transkripcije (CREB).

Nukleus akumbens (NAcc) je deo moždane strukture koja je uključena u psihološku komponentu zavisnosti od droge. U faktorima  transkripcije gena (NAcc, CREB)  aktivira se ciklični adenozin monofosfat (cAMP) odmah nakon visokih i aktiviranih promene u ekspresiji gena koje utiču na proteine kao što je dinorfin, peptidi koji smanjuju oslobađanje dopamina u NAcc privremenim inhibiranjem puta nagrađivanja. Neprekidna aktivacija CREB na taj način primorava osobu na unos veće doze supstance kako bi postigla isti efekat. Osim toga ova aktivacija, ostavlja korisnika supstance u načelu depresivnog i nezadovoljnog, i nesposobnog da nađe zadovoljstvo u ranije uživajućim aktivnostima, što često dovodi do povratka drogi, i/ili uzimanja još jedne doze.
Pored CREB-a, pretpostavlja se da i mehanizmi stresa igraju ulogu u zavisnosti. Koob i Kreek su pretpostavili da tokom upotrebe droga CRF aktivira hipotalamusno -hipofizno-adrenalnu osovinu (HPA osu) i druge sisteme stresa u mozgu. Ova aktivacija utiče na disregulisano emocionalno stanje povezano sa psihološkom zavisnošću. Dokazano je da upotreba droge povećava prisustvo neuropeptida u ljudskoj cerebrospinalnoj tečnosti.
Takođe se pretpostavlja da su µ-opioidni receptori, na koje deluje enkefalin, uticajni u sistemu nagrađivanja i mogu regulisati ekspresiju hormona stresa. Povećana ekspresija AMPA receptora u nukleusu accumbens (MSNs) je potencijalni mehanizam averzije nastale povlačenjem leka.

### Fizička zavisnost
Fizička zavisnost od supstanci nastaje kada organizam osobe koja uzima psihoaktivne supstance postane naviknuta, odnosno te supstance postaju njegova potreba da bi telo funkcionisalo. Prestanak uzimanja supstanci izaziva jake telesne simptome (bolovi u kostima, mišićima, groznica, znojenje itd.)
Efekti kojima se karakteriše apstinencija u potpunoj su suprotnosti sa efektima koje je za korisnika imala aktivna supstanca (npr prestanak uzimanja pilula za spavanje izazvaće insomniju). Tokom uzimanja psihoaktivne supstance nervni sistem razvija kompenzatorne mehanizme kako bi u njenom prisustvu uspostavio novu homeostazu i doveo do tolerancije. Nagli nestanak psihoaktivne supstance iz organizma narušava ovu novouspostavljenu homeostazu i kompenzatorni mehanizmi sada ispoljavaju efekte apstinencije.
Osobe koje ulaze u stanje apstinencije nakon prestanka uzimanja aktivne supstance razvile su fizičku zavisnost, u kojoj zavisnik nastavlja sa uzimanjem psihoaktivne supstance bez obzira na negativne efekte koja ona ispoljava na njegovo zdravlje i društveni život, i bez obzira na sopstvene pokušaje da prestane sa uzimanjem. Pušači i alkoholičari najočigledniji su primer fizičkih zavisnika koji do psihoaktivne supstance dolaze na legalan način.

## Dijagnostički kriterijumi zavisnosti od supstanci
Neprilagodljiv obrazac upotrebe supstanci, je onaj koji dovodi do klinički značajnog oštećenja ili uznemirenosti, što se manifestuje sa tri (ili više) od dole navedenih elemenat, koji se javljaju u bilo kom trenutku u istom periodu od 12 meseci:
- Tolerancija, kako je definisano bilo kojim od sledećih elemenata:

a) potreba za značajno povećanim količinama supstance da bi se postigla  intoksikacija ili željeni efekat
b) značajno smanjen efekat uz nastavak upotrebe iste količine supstance
- Povlačenje, što se manifestuje bilo kojim oblikom od sledećih:

a) karakterističan  sindrom ustezanja  za supstancu (pogledajte kriterijume A i B kriterijuma postavljenih za odvikavanje od određenih supstanci)
b) ista (ili blisko povezana) supstanca se uzima za ublažavanje ili izbegavanje  simptoma ustezanja
- Supstanca se često uzima u većim količinama ili tokom dužeg perioda nego što je bilo predviđeno
- Postoji uporna želja ili neuspešni napori da se smanji ili kontroliše upotreba supstanci
- Mnogo vremena se troši na aktivnosti koje su neophodne za dobijanje supstance (npr. poseta više lekara ili vožnja na velike udaljenosti), korišćenje supstance (npr. pušenje uzastopno) ili oporavak od njenih efekata
- Odustaje se od važnih društvenih, profesionalnih ili rekreativnih aktivnosti ili se one smanjuju zbog upotrebe supstanci
- Upotreba supstanci se nastavlja uprkos saznanju o postojanom ili ponavljajućem fizičkom ili psihološkom problemu koji je verovatno izazvan ili pogoršan supstancom (npr. trenutna upotreba kokaina uprkos prepoznavanju depresije izazvane kokainom, ili nastavak pijenja uprkos saznanje da se čir pogoršao konzumiranjem alkohola)

## Terapija
Lečenje zavisnosti od supstanci je dug i složen proces, jer je svaka zavisnost ponaosob specifična, i razlikuje se od jednog do drugog pojedinca, iako po pravilu nema razlike u prirodi bolesti. Nar razliku može uticati i vreme kada se osoba javi na lečenje, odnosno kojoj se zavisnost nalazi.
Postoje dve osnovne vrste lečenja — bolničko i vanbolničko
Bolničko lečenje — podrazumeva boravak u bolnici (24 sata dnevno), u kojoj se ceo proces lečenja odvija do stabilizacije stanja.
Lečenje u dnevnoj bolnici — koje podrazumeva sprovođenje dala terapijske aktivnosti (sa psihologom, psihijatrom, grupom) bolnici, dok se ostatak dana terapija sprovodi u kućnim uslovima.

### Ciljevi terapije
Opšti ciljevi terapije se odnose na probleme koji su zajednički za sve i koji su prvi uočljivi, i tu spadaju:
- Uspostavljanje apstinencije, koja je prvi uslov bez koga se ne može. Tek uspostavljanjem kvalitetne apstinencije počinje pravi proces lečenja — lečenje psihe i rad na promeni „narkomanske ličnosti“ i narkomanskog ponašanja.
- Ublažavanje ili potpuno saniranje zdravstvenih problema koji su nastali upotrebom supstanci.
- Rešavanje socijalnih, profesionalnih i drugih svakodnevnih problema (školi, na poslu i slično). Izuzetno važna aktivnost koja praktično počinje od prvog dana lečenja je rad na rešavanju porodičnih problema i odnosa, kao i popravljanje odnosa sa okolinom.
- Promena celokupnog obrazac ponašanja koji je postojao u vreme uzimanja droge ili alkohola. Naime, tokom trajanja zavisnosti formira se jedan karakterističan i upadljiv stil ponašanja, koji se pre svega, odlikuje postojanjem principa zadovoljstva i egocentrizma, a ispoljava se negiranjem svojih grešaka, nedostatkom samodiscipline, neprihvatanjem odgovornosti i obaveza, optuživanjem drugih za svoje propuste i postupke itd.
- Promena stila komuniciranja i navike u interpersonalnim odnosima, pre svega u porodici, a zatim i prema drugim ljudima, i stvaranje zdravije i funkcionalnije međusobnog komuniciranja.
- Nadoknada i uspešno okončanje propuštene nastave u školi, na fakultetu, i profesionalnih i drugih obaveza (porodičnih, legalnih, finansijskih) u skladu sa sopstvenom ulogom poštenog, pristojnog i zdravog ljudskog bića.
- Formirati nove navike i sisteme vrednosti u planiranju i realizaciji slobodnog vremena
- Promena etičkih vrednosti

Ipak, svaka osoba, i svaka porodica ima probleme uzrokovane bolestima zavisnosti, koji na prvi pogled nisu uočljivi. Oni zahtevaju duži i temeljniji rad, jer je upravo rešavanje ovakvih stvari suština lečenja, a to su korenite promene u ponašanju, odnosima, komunikaciji i sistemu vrednosti.
Takođe lečenje ne podrazumeva samo prekid uzimanja droge, već zahteva i formiranje nove, jake ličnosti koja će biti u stanju da ne počne ponovo sa drogiranjem kada iskrsnu prvi veći ili manji životni problemi.

## Spoljašnje veze
- (језик: енглески)
- (језик: енглески)
- (језик: енглески)
- (језик: енглески)
- (језик: енглески)
- „WHO Expert Committee on Drug Dependence – WHO Technical Report Series, No. 915 – Thirty-third Report”. apps.who.int. 2003. Приступљено 26. 2. 2015. - pdf (језик: енглески)
- Lečenje psihičke zavisnosti od supstanci

|  | Molimo Vas, obratite pažnju na važno upozorenje u vezi sa temama iz oblasti medicine (zdravlja). |